# Salcantay
Der Salcantay oder Salkantay ist mit einer Höhe von 6264 m der höchste Berg in der Region Cordillera Vilcabamba, einem Teil der peruanischen Anden.
Er liegt in der Cusco-Region, ca. 60 km nordwestlich von der Stadt Cusco. Der Salkantay nimmt unter den höchsten Bergen der Anden den 38. Rang ein und ist der zwölfthöchste Berg in Peru. Die Erstbesteigung gelang einer französischen Expedition im Jahre 1952. Der Standardweg verläuft heute über den Nordostkamm zum Gipfel.
Salkantay wird meist mit „wilder Berg“ übersetzt. Der Name ist abgeleitet von salka, quechua für ‚wild‘, ‚unzivilisiert‘, und wurde 1583 erstmals aufgezeichnet. Schon die Inka sollen geglaubt haben, dass der Berg als eine Art Gott die Fruchtbarkeit der Vegetation und Tierwelt und das Wetter in der Region westlich von Cusco kontrolliere. Noch heute wird der Apu des Berges verehrt und von der lokalen Bevölkerung um gute Ernten, Vermehrung der Herden sowie Gesundheit und Wohlstand gebeten. Er gilt als Bruder des Ausangate (6384 m), des höchsten Gipfels östlich von Cusco.
Bedingt durch die globale Erwärmung lässt sich Woche für Woche beobachten, wie der einst mächtige Gletscher des Salkantay durch die fortschreitende Gletscherschmelze weiter zurückgeht. Am 23. Februar 2020 brach ein riesiges Stück des Gletschers ab und verursachte eine Eis- und Schlammlawine mit einem geschätzten Volumen von 400.000 m³. Dabei wurden 15 Dörfer in Mitleidenschaft gezogen und mindestens fünf Menschen kamen ums Leben.